# 朱朗錡
韓端王朱朗錡（16世紀—1606年），明朝第十代韓王，韓定王朱融燧之孫，韓安王（追封）朱謨㙉的嫡第二子，母繼妃馬氏。

## 生平
朱朗錡初封鎮國將軍。嘉靖四十四年（1565年），祖父韓定王朱融燧去世。嘉靖四十五年（1566年），朱朗錡改封韓世孫。隆慶三年（1569年），襲封韓王。
隆慶四年（1570年），朱朗錡建成收藏御賜書籍的樓後，請求明穆宗給樓額賜名，遂獲賜名“寶籍”。朱朗錡以孝道而聞名，萬曆二十四年（1596年）朝廷下賜彩幣羊酒以獎勵他的孝行。
萬曆三十四年（1606年），朱朗錡去世，在位三十八年，諡號端。子敬安世子（簡王）朱璟浤、孫溫穆世孫（莊王）朱逵𣏌皆早逝。五年後（萬曆三十九年，1611年）其曾孫朱亶𡺊嗣位。

## 家庭

### 妻
- 宋氏，初封鎮國將軍夫人，嘉靖四十五年（1566年）封韓世孫夫人，隆慶三年（1569年）封韓王妃[4]。

### 子
- 第一子（嫡第一子）：韓敬安世子→韓簡王（追封）朱璟浤
- 第二子（嫡第二子）：崇明懷莊王朱璟清[5]
- 第三子（庶第一子）：長吉莊靖王朱璟瀾[6]
- 第四子（嫡第三子）：保德端簡王朱璟𧇦[7]
- 第五子（嫡第四子）：綏平安穆王朱璟洛[8]
- 第六子（庶第二子）：咸陽康僖王朱璟溭[9]
- 第七子（庶第三子）：商丘溫惠王朱璟
- 第八子（庶第四子）：固原安裕王朱璟渭[10]
- 第九子（庶第五子）：汶陽懷端王朱璟𣲎[11]